# História de Quem Foge e de Quem Fica
História de Quem Foge e de Quem Fica é um romance de 2013 escrito pela autora italiana Elena Ferrante . É a terceira parcela de seus romances napolitanos, precedido por A Amiga Genial e História do Novo Sobrenome, e sucedido por História da Menina Perdida.
O romance foi adaptado pela HBO e RaiTV em sua série My Brilliant Friend . O conteúdo dessas novelas corresponde à terceira temporada do programa, que foi ao ar em fevereiro de 2022.

## Trama
Antes de seu casamento com Pietro, Elena volta brevemente para Nápoles. Lila finalmente confidencia a ela sobre a situação ruim que vive na fábrica de Bolonha onde trabalha, onde é submetida a um trabalho brutal e a assédio sexual. Pasquale e Nadia convencem Lila a ir a uma reunião do Partido Comunista Italiano, onde ela conta sobre suas condições de trabalho. Isso faz com que os presentes escrevam um panfleto sobre seu chefe e piquem a fábrica, o que por sua vez faz com que ela seja mais assediada. À noite, porém, Lila e Enzo estudam informática, acreditando que isso levará a uma vida melhor.
Lenu escreve um artigo denunciando a situação da fábrica e, com as ligações de Pietro, consegue publicá-lo no jornal L'Unità . Isso lhe traz uma fama discreta, mas pouco muda a situação da fábrica, e ela logo tem que voltar a Florença para se casar com Pietro.
Lenù planejava não ter filhos imediatamente, mas descobre tarde demais que Pietro não concordava com esse plano. Ela engravida em lua de mel, dando à luz sua filha Adele (Dede), que leva o nome da mãe de Pietro. Dois anos depois, ela tem sua segunda filha, Elsa. Em casa com duas meninas, Lenù tem dificuldade em escrever e se sente presa e alienada. Ela consegue a custo escrever outro livro, baseado na infância dela e de Lila em Nápoles, mas depois que Adele, mãe de Pietro e sua editora, julga o livro sem mérito, ela abandona o projeto.
Lenù volta brevemente a Nápoles para encontrar a cidade muito mudada. As aulas de informática de Lila e Enzo valeram a pena e eles conseguiram trabalho para a IBM como programas de computador, construindo uma vida melhor. Eles agora estão trabalhando com Michele Solara, que a vizinhança continua a temer por suas conexões com a Camorra. Quando Lenu fica chocada ao saber disso e compara isso a uma traição, Lila conta a ela que a irmã mais nova de Lenu, Elisa, está morando com Marcello Solara.
Em Florença, Lenu encontra Nino novamente quando seu marido Pietro o traz para casa. Ela descobre que ainda se sente atraída por ele, apesar de ele ter abandonado Lila grávida após o caso de amor. Ela se sente inspirada por Nino, que parece reconhecer seu intelecto e culpa Pietro por deixá-la se perder na rotina com filhos pequenos. Inspirada por isso, ela escreve um texto feminista que Adele considera digno de publicação. Ela e Nino começam um caso, o que faz Elena perceber o quão infeliz ela está em seu casamento.
Lenù diz a Lila que pretende deixar o marido para ficar com Nino, o que deixa a amiga horrorizada. Nino diz a ela que não pode deixar sua esposa e Lenù decide deixar Pietro com ou sem ele. O livro termina quando eles embarcam juntos em um avião.

## Personagens principais
- Elena Greco (conhecida como Lenuccia ou Lenù), a narradora e personagem principal. Aos vinte e cinco anos, ela se casa com Pietro Airota, e eles têm duas filhas, Adele (Dede) e Elsa. Ela fica rapidamente desiludida com o casamento, que se desfaz ainda mais quando ela reencontra seu amor de infância, Nino Sarratore.
- Raffaella Cerullo (conhecida como Lila ou Lina), a melhor amiga de Lila. Ela começa um relacionamento com Enzo e começa a trabalhar na IBM.
- Pietro Airota, marido de Lenu e pai de Dede e Elsa. Um jovem professor na universidade, ele acredita que sua carreira e intelecto são superiores aos de sua esposa, o que ela se ressente. No final da novela, ela o deixa por Nino Sarratore.
- Giovanni Satrratore (Nino), amor de infância de Lenu e ex-amante de Lila, que volta à sua vida quando ela está morando em Florença. Ele é casado e tem um filho, e tem pelo menos dois filhos fora do casamento.
- Enzo Scanno, amigo de infância de Lila e Lenù, que começa um relacionamento com Lila depois que ele a ajuda a deixar seu casamento abusivo.

## Temas e recepção
O livro foi muito bem recebido pela crítica.
Foi elogiado por retratar uma jovem inteligente que acha a maternidade sufocante, algo que nem sempre é retratado, conforme apresentado por Roxana Robinson para o The New York Times : "Ela (Elena) ingressou na intelectualidade e está prestes a se casar com um membro da classe média, mas sua vida ainda está repleta de limitações. Seu distinto marido é tacanho e restritivo, e ela acha a maternidade entorpecente."
O romance também foi elogiado por seus temas sociais, mostrando as mudanças do bairro sob a influência da Camorra e as lutas durante os anos de chumbo dos anos 70 na Itália: "Durante as lutas da década de 1970 entre comunistas e socialistas ela [Elena] se volta para a política, apenas para descobrir que a Camorra também manda aqui."
Muitas vezes apresentado como o tema principal da série, o tema da amizade feminina aparece também no terceiro volume, apesar de ser aquele em que as duas protagonistas passam mais tempo separadas. Lila e Lenu continuam a se influenciar, pois uma está sempre pressionando a outra: "O centro do livro é a amizade de Elena com Lila, mas essa relação de mulher para mulher está sempre ameaçada."